# Linea 130
La linea 130 (Ligne 130 in francese, Spoorlijn 130 in olandese) è una linea ferroviaria belga a scartamento ordinario lunga 36,6 km che unisce le città di Namur e Charleroi. La ferrovia, che attraversa un distretto industriale, segue il percorso del fiume Sambre.

## Storia
La fine fu inaugurata il 31 luglio 1843 come Braine-le-Comte - Charleroi - Namur. Fu elettrificata tra il 1956 ed il 1959.